# Kulstadholmane
Les Kulstadholmane sont un archipel inhabité de Norvège, dans le Sud-Est du Svalbard, à 50 km au sud d'Edgeøya. C'est l'archipel la plus au sud des Tusenøyane.

## Géographie
L'archipel est formé de quatre îles : 
- Håugen : la plus au nord.
- Håkallen : la plus à l'ouest.
- Håkjerringa située entre Håkallen et Håøya.
- Håøya : la plus à l'est et la plus grande des quatre îles (0.35 km²)

auxquelles il faut ajouter :
- deux îlots non nommés.
- Brotskjer : un rocher situé 17 km au sud-ouest d'Håøya[1].
- Rumpetrollet (en français : fesses de troll), un récif à l'ouest de l'archipel[2].

L'archipel des Tiholmane se situe à 10 km au nord, l'île d'Hopen est à 93 km au sud-est et le Spitzberg à 110 km à l'ouest.

## Histoire
L'archipel doit son nom à Johan Kulstad, un marin norvégien. En 1853, son navire fait naufrage dans le Storfjorden. Il est sauvé quelques jours plus tard par le navire danois Schau.